# 砂の塔 (THE YELLOW MONKEYの曲)
「砂の塔」（すなのとう）は、2016年10月19日に発売されたTHE YELLOW MONKEY25枚目のシングルである。発売元は日本コロムビア。

## 解説
- 再集結後初めてリリースされたシングル。
- 今作は、通常盤と初回盤とファンクラブのみの通常盤と熊本公演のDVDが特典として付く3種類で発売された。初回盤には、今回のツアーの各公演から1曲ずつ収録されている。
- 初週だけで95,086枚を売り上げ、オリコン2位を獲得[3]、10作連続のオリコンベスト10入りを記録した。初週売上は前作「プライマル。」を上回る枚数となり、また週間チャートへのTOP3入りも、「プライマル。」以来、15年ぶりとなった[4]。

## 収録曲
全作詞：吉井和哉

### 通常盤・初回盤
1. 砂の塔
（作曲：吉井和哉 / 編曲：THE YELLOW MONKEY・船山基紀）
TBS系金曜ドラマ『砂の塔〜知りすぎた隣人』の主題歌。ドラマの脚本を元に書き下ろされた。昔だったらしなかったというほどドラマに寄せて製作したといい、結果としてとても良い仕上がりになったという。マイナーキーによるメロディがサスペンスドラマに調和する[5]。
ストリングスアレンジを船山基紀が担当。沢田研二「勝手にしやがれ」をはじめ多数のヒット曲を手掛けた人物で、吉井の憧れの存在でもあった[6]。同年吉井がKinKi Kidsに提供した「薔薇と太陽」の編曲を船山が手掛けており、思いがけぬコラボに喜ぶコメントを自身の携帯サイトのブログに載せていた。そしてこの楽曲提供が縁となり、ジャニーズサイドを通じて紹介を受けたという。
吉井曰く、船山が弦編曲を手掛けるということでバンドの演奏はシンプルにまとめたそうで、船山は聴いてすぐに「イメージが沸いた」という。船山は2017年の新録アルバム『THE YELLOW MONKEY IS HERE. NEW BEST』のいくつかの収録曲でも編曲を行った。
なお、シングル曲では珍しく、HEESEYのベースソロパートが存在している。
2016年12月30日に第58回日本レコード大賞「特別賞」を受賞した際に「砂の塔」を披露した[7]。
2. ALRIGHT
（作曲：吉井和哉 / 編曲：THE YELLOW MONKEY）
2016年1月8日のTHE YELLOW MONKEY再結集後初の新曲。バンドらしさのあるサウンドのストレートなロックナンバー[5]。再集結発表に際して公開された告知動画に本楽曲のイントロ部分が使用されており[8]、当時は本楽曲についての情報は一切公開されていなかった。
再集結にあたり新曲があった方が良いだろうということで、2015年11月に製作が行われた。本来は「未来はみないで」が再始動の1曲目となる予定であり、プリプロで構成まですべて決まりレコーディングするのみとなっていたが、後日吉井が新たに数曲をプレゼンし、スタッフの意見もありその中にあった本曲を再始動の1曲目に決定した。そういった経緯のため、プリプロが行われずレコーディングに入ってから楽曲を固めていったという。
蛹（サナギ）の中で一度液状になってから羽化する蝶に例え、バンドの再生、加えてあらゆる意味での日本の再生を歌った楽曲。再始動の発表にあたり公開されていたサイト[9] のビジュアルにあった金色の蛹[10] は本曲の歌詞をモチーフとしており、再集結の告知MVにも登場する[8]。
2016年2月10日のラジオオンエア解禁と[11]、2月12日よりファンクラブ会員限定でストリーミング配信が開始されたことに加え[* 1]、3月10日のMV公開（YouTube3月9日付）など本楽曲を聴くことはできたが、配信も含め商業的なリリースはされておらず、ツアー終了後万を持してのリリースとなった。表題曲と共に10月12日には先行配信リリースが行われた。
「THE YELLOW MONKEY SUPER JAPAN TOUR 2016」のツアーパンフレットに付属するDVDに、本楽曲のミュージック・ビデオや、再結成当日のメンバーの様子が収録された[12]。
2016年8月4日放送の音楽番組『SONGS』では、12thシングル「LOVE LOVE SHOW」と、14thシングル「球根」と共に、この楽曲をテレビ初披露した。
2017年1月6日からテレビ放映が始まった、サッカー日本代表本田圭佑が出演しているアパート経営プラットフォーム「TATERU（タテル）」CMソングに起用された[13]。同年8月4日からはCM第2弾として2017年の新録アルバムバージョンの「SPARK」が起用された[14]。

### 通常盤のみ
1. 砂の塔 -Instrumental-
2. ALRIGHT -Instrumental-

#### ファンクラブ限定「SPECIAL LIVE DVD」
1. 熱帯夜
2. Chelsea Girl
3. パール
4. LOVE LOVE SHOW
5. 悲しきASIAN BOY

「砂の塔」（通常盤）+「SPECIAL LIVE DVD」は、ファンクラブ限定で2016年9月25日までの期間、完全予約販売が行われた。「SPECIAL LIVE DVD」は2016年4月14日の熊本地震後、急遽決定して開催された2016年9月1日の熊本のライブハウス『B.9 V1』におけるフリーライブから5曲を収録。ライブハウスでの演奏は20年ぶり。なお、「砂の塔」ミュージック・ビデオのヒロイン坂ノ上茜は、熊本出身である。

### 初回盤のみ
1. プライマル。
（作曲：吉井和哉 / 編曲：THE YELLOW MONKEY・トニー・ヴィスコンティ）
THE YELLOW MONKEY SUPER JAPAN TOUR 2016の1箇所目、東京・国立代々木競技場 第一体育館のライブ音源。初日の模様は「1曲目予想企画」として全国で生中継された。
各公演(横浜・福島・熊本を除く)の1曲目として披露。リリース後に解散となったため、発表から実に15年を経ての初演となった。イントロからギターソロまでの間、紗幕の中にメンバーが隠れたまま照明によりシルエットのみが見える状態で演奏され、ラストサビで幕が落ちてメンバーが現れるという演出がなされた。
アウトロの「ブラ ブラ」の部分が1回短縮されており、以後2017年の再録版やライブ演奏もこの時のアレンジがベースとなっている。
再集結ツアーをこの楽曲でスタートさせることになったのはスタッフからの提案であったという。ライブで演奏したことのないこの楽曲を1曲目とすることに対しメンバーは不安を感じていたが、ツアーを終えた後に吉井は「一度も演奏したこのなかった『原始』とも訳せるこの曲は、まるで再集結後に演奏するために用意された架け橋のような曲だったのではないか? と今はそう思えるほど」と語っている。[16]
2. SPARK
（作曲：吉井和哉 / 編曲：THE YELLOW MONKEY）
THE YELLOW MONKEY SUPER JAPAN TOUR 2016の2箇所目、長野・ビッグハットのライブ音源。
3. バラ色の日々
（作曲：吉井和哉 / 編曲：THE YELLOW MONKEY・朝本浩文）
THE YELLOW MONKEY SUPER JAPAN TOUR 2016の3箇所目、広島・広島グリーンアリーナのライブ音源。
ツアー2日目以降の各公演MCで吉井が「解散しない」と言ったあと続けて演奏された。18（横浜・福島は16、熊本は9）曲目に演奏された。
4. BURN
（作曲：吉井和哉 / 編曲：THE YELLOW MONKEY）
THE YELLOW MONKEY SUPER JAPAN TOUR 2016の4箇所目、宮城・セキスイハイムスーパーアリーナのライブ音源。
「LOVE LOVE SHOW」と日替わりで演奏された。
5. 楽園
（作曲：吉井和哉 / 編曲：THE YELLOW MONKEY）
THE YELLOW MONKEY SUPER JAPAN TOUR 2016の5箇所目、愛知・日本ガイシホールのライブ音源。
ツアー初日の1曲目生中継では放送尺の都合で、2曲目であったこの楽曲も途中までではあるが中継された。
6. WELCOME TO MY DOGHOUSE
（作曲：吉井和哉 / 編曲：THE YELLOW MONKEY）
THE YELLOW MONKEY SUPER JAPAN TOUR 2016の6箇所目、大阪・大阪城ホールのライブ音源。
7. 花吹雪
（作曲：吉井和哉 / 編曲：THE YELLOW MONKEY）
THE YELLOW MONKEY SUPER JAPAN TOUR 2016の7箇所目、埼玉・さいたまスーパーアリーナのライブ音源。
8. BRILLIANT WORLD
（作曲：吉井和哉 / 編曲：THE YELLOW MONKEY・JON JACOBS・DAVID MAURICE）
THE YELLOW MONKEY SUPER JAPAN TOUR 2016の8箇所目、福岡・マリンメッセ福岡のライブ音源。
9. 球根
（作曲：吉井和哉 / 編曲：THE YELLOW MONKEY）
THE YELLOW MONKEY SUPER JAPAN TOUR 2016の9箇所目、兵庫・神戸ワールド記念ホールのライブ音源。
原曲は5分37秒だが、今回のツアーバージョンでは倍の10分を超える演奏で披露された。菊地英昭のギターソロから続けて原曲には無かったイントロが付加されたアレンジで演奏、ピアノによるアウトロも加えられている。吉井和哉のソロツアー「Flowers & Powerlight Tour 2011」で披露されたアレンジに近い。
本曲が収録された神戸公演の2日目となる7月27日に菊池英昭・英二の父が他界した。「球根」は二人の父が好きな曲であったといい、映画「オトトキ」の中で英昭は「この日の『球根』は一生忘れない」と語っている。作中には当日のライブ映像もフルサイズで収録された。
10. TVのシンガー
（作曲：菊地英昭 / 編曲：THE YELLOW MONKEY）
THE YELLOW MONKEY SUPER JAPAN TOUR 2016の10箇所目、神奈川・横浜アリーナのライブ音源。
11. パール
（作曲：吉井和哉 / 編曲：THE YELLOW MONKEY）
THE YELLOW MONKEY SUPER JAPAN TOUR 2016の11箇所目、福島・あづま総合体育館のライブ音源。
12. カナリヤ
（作曲：吉井和哉 / 編曲：THE YELLOW MONKEY）
THE YELLOW MONKEY SUPER JAPAN TOUR 2016の12箇所目、北海道・真駒内セキスイハイムアイスアリーナのライブ音源。
アウトロのアレンジが変更されており、「メカラウロコ・8」や吉井和哉のソロライブ「YOSHII BUDOUKAN 2007」で披露したものとほぼ同じである。

## 参加ミュージシャン
- 吉井和哉 - ボーカル
- 菊地英昭 - ギター
- 廣瀬洋一 - ベース
- 菊地英二 - ドラムス
- 鶴谷崇 - キーボード

## 映像

### ミュージック・ビデオ
「砂の塔」のミュージック・ビデオは映像ディレクター・増山準哉が監督を務めた。舞台は会員制キャバレー。ここで働く女性たちは、「絶望の赤いリボン」を結ばれている。やがて主人公の女性は、絶望を断ち切り、新しい希望を見つける。主演（主人公）はアミューズ所属タレント坂ノ上茜。坂ノ上は、ナイフを突き付ける男性との関係における「静」と、赤いリボンを切り落として駆け出す「動」を演じる。他、麗タレントプロモーションから虎谷彩夢、北野由依、杉本知佳、松元飛鳥、五十嵐正貴が出演。THE YELLOW MONKEYは2017年3月7日にスペースシャワーTVによるSPACE SHOWER MUSIC AWARDS 2017「BEST RESPECT ARTIST」（輝かしい功績を残し、多大な影響を与えているアーティストに授与される賞）を受賞した。スペースシャワーTVはSPACE SHOWER MUSIC AWARDSに先駆けて各部門の受賞候補アーティストたちのミュージック・ビデオを前月から特集し、THE YELLOW MONKEYは「BEST GROUP ARTIST ノミネートアーティスト特集」として「砂の塔」ミュージック・ビデオが放映された。
B面「ALRIGHT」のミュージック・ビデオは夏目現が監督に起用され、撮影は2016年2月下旬に行われた。このビデオにより初めて再結成後の演奏を観ることができた。映像は楽曲の「エロス」と「野生」に着目して制作された。民族的マスク姿のダンサーたちと相い対するメンバー4人の演奏はアグレッシブ。女性ダンサーたちのうちの1人は三島くみこ、振り付けを担当したのは三島と同じダンススタジオ「Piece of modern Dance studio」に所属する舞踊家の乾直樹。このビデオは2016年MTV Video Music Awards Japanにおいて最優秀邦楽グループビデオ賞と最優秀ロックビデオ賞の候補作品になり、「ALRIGHT」ミュージック・ビデオによる受賞は逃したが、バンドは特別賞「Inspiration Award Japan」（現在の日本のミュージックシーンにおいて多大な影響を与えた邦楽アーティストに贈られる賞）を受賞した。

### スペシャルティザー映像
シングルのリリースに先立ち、スペシャルティザー映像が相次いでYouTubeに公開された。
- 宣言篇 『砂の塔』スペシャルティザー映像 第一弾
  - 2016年9月20日公開（YouTube9月19日付）[25]。もうTHE YELLOW MONKEYは解散しない、という宣言を収録[26]。
- 収録曲解禁篇 『砂の塔』スペシャルティザー映像 第二弾
  - 2016年9月26日公開（YouTube9月25日付）[27]。「砂の塔」全収録曲の発表に合わせたもの[28]。
- 帰ってきたザ・イエロー・モンキー 『砂の塔』スペシャルティザー映像 第三弾
  - 2016年10月5日公開（YouTube10月4日付）[29]。『帰ってきたウルトラマン』とのコラボレーション。円谷プロが制作[30]。『帰ってきたウルトラマン』は、かつて「BURN」（1997年）のミュージック・ビデオにおけるモチーフになっている。
- イエモン、入門。篇 『砂の塔』スペシャルティザー映像 第四弾
  - 2016年10月19日公開（YouTube10月18日付）[31]。「イエモン、入門。」とは、ビギナー向けのWebサイト[32] とYouTube動画をいう[33]。クリエイターの長久允が手掛けた[34]。動画では4匹の猿が初回盤全14曲のポイントを解説する。

### TVCM
シングル「砂の塔」のTVCM「母と娘とザ・イエロー・モンキー」は、THE YELLOW MONKEYが好きな40歳の母親と、このバンドを全く知らない15歳の娘が登場する。
CMの監督は長久允。長久によるとこのCMは、「15年ぶりに帰ってきた旦那と、15年旦那なしで強く暮らした母と娘のワンシーン」。母親役の並木愛枝がイヤホンで聴いて泣いているのは「JAM」。娘役は湯川ひな。並木と湯川は長久允の監督映画『そうして私たちはプールに金魚を、』（2016年制作）の主人公あかね役（湯川）と未来のあかね役（並木）を務めていた。長久は2016年末の朝日新聞紙上「JAM」全面広告を手掛けた。